# پلت آدامز
پلت آدامز (انگلیسی: Platt Adams؛ ۲۳ مارس ۱۸۸۵ – ۲۷ فوریه ۱۹۶۱) ورزشکار دو و میدانی اهل ایالات متحده آمریکا بود.
وی در مسابقات کشوری و بین‌المللی در مجموع برندهٔ ۱ مدال طلا و ۱ مدال نقره شده‌است.